# Brancaleone
Brancaleone é uma comuna italiana da região da Calábria, província de Reggio Calabria, com cerca de 3.861 habitantes. Estende-se por uma área de 35 km², tendo uma densidade populacional de 110 hab/km². Faz fronteira com Bruzzano Zeffirio, Palizzi, Staiti.

## Demografia
| Variação demográfica do município entre 1861 e 2011                               |
|                                                                                   |
| Fonte: Istituto Nazionale di Statistica (ISTAT) - Elaboração gráfica da Wikipedia |